# Паланок
Паланок или Мукачевският замък (на украински: Замок Паланок; на унгарски: Munkács vára; на русински: Паланський варош) е замък в град Мукачево в Закарпатска област на Украйна, разположен на хълм с вулканичен произход с височина 68 метра. Заема площ от 13 930 м².
Точната дата на основаването на замъка е неизвестна; за първи път се споменава в документи, датиращи от 11 век.

## История
От 1396 до 1414 г. замъкът е собственост на Фьодор Кориатович, който го получава заедно с други пожизнени владения в замяна на прехвърляне на правата си върху Подолското княжество на унгарския крал Сигизмунд. Той укрепява замъка и значително увеличава размера му, превръщайки го в своя резиденция. По същото време в скалата е изсечен 85-метров кладенец.
През 15 – 16 век замъкът е в ръцете на различни владетели, които извършват допълнителни работи по укрепването и доизграждането му. По това време в защитната система на замъка има 14 кули, в горната му част е разположен голям дворец.
През 1633 г. Паланок е придобит от трансилванския княз Дьорд I Ракоци с право на наследство. Родът Ракоци превръща замъка в столица на своето княжество и го притежава до 1711 г., когато след поражението във въстанието съгласно Сатмарския мирен договор всички притежания на княжеското семейство са конфискувани от Хабсбургите.
След смъртта на Дьорд I през 1648 г., неговата вдовица, Жужана Лорантфи, изгражда Средната и Долната тераса, както и външен защитен пръстен. През 1649 г. замъкът е посетен от посланиците на хетман Богдан Хмелницки, които водят преговори с Дьорд II Ракоци за общи военни операции срещу Полша.
През 1672 г. вдовицата на принц Ференц I Ракоци, Илона Зринска, се установява в замъка.
През 1685 – 1688 г. Паланок се превръща в една от ключовите крепости в борбата между трансилванското княжество и Хабсбургите, водена от втория съпруг на Илона Зринска, Имре Тьокьоли. След поражението в битката при Виена (1683 г.), османските войски и курутите на Тьокьоли постепенно се оттеглят под натиска на войските на императора на Свещената Римска империя и крал на Унгария, Леополд I дълбоко в Трансилвания, предавайки замъците един по един на Ракоци. През ноември 1685 г. генерал Зигберт фон Хайстер превзема замъка на Ужгород, след което се приближава до Паланок и го обсажда – на княгинята се налага да оглави гарнизона, състоящ се от 2,5 хиляди бойци.
На 10 март 1686 г. свежи австрийски сили, водени от генерал Еней Капрара, се приближават към замъка. Обсадата продължава седем месеца – въпреки численото превъзходство на врага, гарнизонът успява да отблъсне всички атаки. За да повиши морала на войските си, княгинята често се появява на бастионите с десетгодишния си син, бъдещия принц Ференц II Ракоци. В края на 1686 г. австрийците отстъпват, но през 1687 г. започват нова обсада, водена от генерал Антонио Карафа.
В крайна сметка, след като получава фалшиво „писмо от съпруга си“, изфабрикувано от управителя на именията на княза, княгиня Илона решава да се предаде. През 1688 г. тя подписва капитулацията.
В началото на 18 век Паланок отново се превръща в център на военни действия между курутите и лабаните, привърженици на хабсбургското господство. През 1703 г. отряди на курутите под ръководството на княз Ференц II Ракоци освобождават първо град Мукачево от австрийските войски, а след това и самия замък. През 1711 г., съгласно Сатмарския мирен договор всички владения на Ференц II Ракоци преминават във владение на император Йозеф I: замъкът на Мукачево е един от последните, който слага оръжие, след подписването на капитулацията.
След победата на австрийците замъкът е възстановен, но вече няма предишното си стратегическо значение. Хабсбургите го предават на васалите си, родът Шонборн. През 1782 – 1896 г. той е политически затвор, първо на Свещената Римска, след това на Австрийските империя. За повече от 100 години тук са затворени над 20 хиляди затворници. През юли 1847 г. унгарският поет Шандор Петьофи посещава замъка-затвор.
През 1896 г. затворът е ликвидиран, след което замъкът постепенно се порутва и запада.
През периода на Чехословашката република в замъка са разквартирувани войски. След като територията на Подкарпатска Рус (Карпатска Украйна) е присъединена към Унгария в началото на Втората световна война, в замъка са разположени унгарски военни части.
След края на войната, съгласно споразумението от 29 юни 1945 г., териториите на бившата Подкарпатска Рус стават част от Украинска ССР, след което в замъка е открито професионално училище.
От 1960 г. в замъка Мукачево се намира исторически музей.
През 1998 г. в двора на замъка е издигнат паметник на княз Фьодор Кориатович от скулптора Василий Олашин. Следвайки съществуващото суеверие, туристите оставят монети в подножието на паметника и се опитват да докоснат палеца или показалеца на „княжеската ръка“, като по този начин са полирали бронза до блясък и постепенно са изтънили слоя му.

## Галерия
- Часовникова кула
- Изглед от птичи поглед
- Двор на замъка
- Общ изглед
- Вътрешният двор, реконструирана част на замъка

## В киното
В замъка Паланок е заснета част от сцените на филма „Наказателят“ (киностудио „Мосфилм“, режисьор Манос Захариас, оператор Й. Авдеев, 1968 г.). Тук е заснет и епизода при кладенеца във филма „Таборът отива към небето“. Заснет е и филмът „Взривеният ад“. През лятото на 1987 г. в замъка са снимани част от сцените на филма Час полнолуния (1988 г., сценарист и режисьор Арунас Жебрунас, Литовско киностудио).